# جون بوتير (لاعب كرة قدم أمريكية)
جون بوتير (بالإنجليزية: John Potter)‏ هو لاعب كرة قدم أمريكية أمريكي، ولد في 24 يناير 1990 في كالامازو في الولايات المتحدة.

## وصلات خارجية
- جون بوتير على موقع مرجع كرة القدم المحترفة.كوم (الإنجليزية)